# Kisszeretva
Kisszeretva (szlovákul: Stretavka, korábban Malá Stretava) község Szlovákiában, a Kassai kerület Nagymihályi járásában.

## Fekvése
Nagykapostól 15 km-re északnyugatra, a Laborc és a Feketevíz között fekszik.

## Története
A község területe már a bronzkorban lakott volt. A hallstatti kultúra, majd a latin-dák kultúra nyomait találták meg itt.
A mai települést 1317-ben, más forrás szerint már 1266-ban említik először.
A 18. század végén, 1799-ben Vályi András így ír róla: „Nagy, és Kis Szeretva. Két tót falu Ungvár Várm. Nagy Szeretvának földes Urai több Urak, fekszenek Szennának szomszédságában, mellynek filiáji; határbéli földgyeik jól termők, vagyonnyaik külömbfélék.”
Fényes Elek 1851-ben kiadott geográfiai szótárában így ír a faluról: „Kis-Szeretva, magyar-orosz falu, Ungh vmegyében, Deregnyőhöz 1/2 órányira, közel oda, hol az Ungh a Laborczával egyesül: 73 r. 120 g. kath., 74 ref., 10 zsidó lak. Sok és jó rét. F. u. Kulin, Szirmay, Köröskényi, s, m. Ut. p. Nagy-Mihály.”
1920-ig Ung vármegye Nagykaposi járásához tartozott.

## Népessége
| Év:            | 1994. | 2004.    | 2014.   | 2024.    |
| -------------- | ----- | -------- | ------- | -------- |
| Emberek száma: | 205   | 183      | 192     | 157      |
| Eltérés:       |       | -10,73 % | +4,91 % | -18,22 % |

| Év:            | 2023. | 2024.   |
| -------------- | ----- | ------- |
| Emberek száma: | 154   | 157     |
| Eltérés:       |       | +1,94 % |

1910-ben 296-an, többségében szlovák anyanyelvűek lakták, jelentős román és magyar kisebbséggel.
2001-ben 177 lakosából 158 szlovák volt.
2011-ben 195 lakosából 183 szlovák volt.

## Nevezetességei
- Görögkatolikus temploma 1937-ben épült historizáló stílusban.